# Когурёско-суйские войны
Когурёско-суйские войны — серия военных конфликтов между китайской империей Суй и корейским государством Когурё в конце VI — начале VII веков.

## Предыстория
В 589 году после нескольких веков раздробленности китайские земли оказались объединены под властью империи Суй. В это время на территории Кореи и Маньчжурии находились три корейских государства: Когурё, Силла и Пэкче. Империя Суй начала проводить активную внешнюю политику, основным её противником был Тюркский каганат. В 596 году суйский посол потребовал от Когурё разрыва всех союзов с тюрками, прекращения набегов на приграничные районы империи Суй и признания Суй своим сюзереном. В ответ в 597 году когурёский правитель Йонянхо в союзе с племенами мукри вторгся на суйскую территорию в районе современной провинции Хэбэй.

## Войны

### Война 598 года
В 598 году суйский император Вэнь-ди двинул на Когурё трёхсоттысячное войско. Сухопутной армией командовал младший императорский сын Ян Лян (вместе с министром Гао Цзюном), флотом — адмирал Чжоу Лохоу. Однако когда армия достигла территории Когурё, начались необычайно сильные дожди, сделавшими невозможной доставку продовольствия в войска. Ян Лян решил тем не менее продолжать продвигаться вперёд, положившись на помощь со стороны флота, но адмирал Чжоу был разбит в морском сражении когурёским флотом, которым командовал Кан Исик.
Понеся огромные потери от когурёских войск, плохого снабжения и природных условий (по китайским источникам, потери армии вторжения составили до 90 %), Ян Лян принял решение отступить.

### Война 612 года
В 604 году на трон империи Суй взошёл Ян-ди. Для нового похода на Когурё он собрал огромное войско: «Книга Суй» утверждает, что в районе Пекина собралось 1 133 800 мобилизованных солдат (вместе с вспомогательными войсками это должно было составить армию размером от 3 до 5 миллионов человек). Как бы то ни было, армия действительно была собрана громадная: когда она выступила в поход на Когурё, то колонны растянулись на 400 км. Когурёская армия, не вступая в бой, отступила за реку Ляохэ.
Когда суйская армия подошла к Ляохэ, то лёд уже сошёл. Было приказано построить три моста, но они оказались слишком короткими, и когда суйские войска пошли по ним в атаку, то попали в когурёскую засаду и были отброшены. Однако мосты были удлинены, суйские войска форсировали Ляохэ и приступили к осаде когурёских крепостей.
Перед походом Ян-ди запретил генералам принимать самостоятельные решения о передислокации войск и потребовал запрашивать его разрешения на любые перемещения. В результате суйские войска не могли действовать в соответствии с меняющейся военной ситуацией, и к лету 612 года ни одна из когурёских крепостей в Маньчжурии не была взята. Тогда Ян-ди решил изменить стратегию и, не тратя силы на взятие крепостей в Маньчжурии, отправить крупную армию и флот прямо на когурёскую столицу Пхеньян. Морем было отправлено около 200 тысяч солдат; ещё 305 тысяч двинулось по суше.
Флот достиг реки Тэдонган первым. Адмирал Лай Хуни попытался взять город самостоятельно, но попал в когурёскую засаду и был вынужден отступить, после чего решил дождаться сухопутных сил. Сухопутные войска, передвигаясь по враждебной территории, были вынуждены нести с собой всё продовольствие (так как когурёсцы перехватывали транспорты из Китая), и когда армия, наконец, подошла к Пхеньяну, сильно уменьшившая из-за голода, дезертирства и постоянных атак когурёсцев, то генералы Юй Чжунвэнь и Юйвэнь Шу пришли к выводу, что с оставшимися в их распоряжении войсками Пхеньяна не взять. Когда отступавшая суйская армия начала переправляться через обмелевшую реку Сальсу (ныне Чхончхонган) , когурёский командующий Ыльчи Мундок разрушил возведённую заранее выше по течению плотину, и многие суйские солдаты утонули. Остатки суйской армии были атакованы когурёсцами, которые, согласно хроникам, гнали разбитого врага 200 км. Из 305-тысячной армии вернулось лишь 2700 человек.

### Война 613 года
В 613 году Ян-ди вновь отправил армию на покорение Ляодуна, однако в это время поднял восстание генерал Ян Сюаньган. Опасаясь войны на два фронта, Ян-ди вновь отступил из Когурё и использовал собранную армию для подавления восстания.

### Война 614 года
Подавив восстание Ян Сюаньгана, в 614 году Ян-ди вновь вторгся в Когурё, однако суйские войска не могли далеко продвинуться за реку Ляохэ из-за того, что противник постоянно устраивал засады и перерезал коммуникации. Видя возможность прекратить войну, Йонянхо предложил мир и выдал Хуси Чжэна — соратника Ян Сюаньгана, бежавшего в Когурё после разгрома восстания. В условиях отсутствия военных успехов и нарастающего недовольства в стране Ян-ди принял предложение.

## Последствия
Бесславная война с её огромными потерями привела в империи Суй к широкому народному выступлению против правящей династии. Особенно упорными и массовыми были восстания в провинциях Шаньдун и Хэнань, где скопились беглые воины и возчики, которые в 610 году провозгласили создание собственного государства. В 617 году в Тайюане поднял мятеж Ли Юань — родственник императора по женской линии. После неудачи корейского похода император, спасаясь от мятежников, бежал на юг. В 618 году он был убит дворцовой стражей в городе Цзянду, а Ли Юань провозгласил основание империи Тан.